# 최윤영 (가수)
최윤영은 대한민국의 가수다. 2013년 정규 앨범 《God's Heart》로 데뷔했다.

## 학력
- 상명대학교 실용음악과 건반전공 졸업
- 단국대학교 문화예술대학원 대중음악과 석사과정

## 방송
- 제22회 CBS 크리스천 뮤직 페스티벌 (2011) - 금상
- 제25회 CBS 크리스천 뮤직 페스티벌 (2014)
- 제26회 CBS 크리스천 뮤직 페스티벌 (2015)
- 제27회 CBS 크리스천 뮤직 페스티벌 (2016)

## 음반
- 제 22회 CBS 크리스천 뮤직 페스티벌 (2011)
- God's Heart (2013)

## 작사
- 박명수 <사랑해> (2002)